# Дилек Йоджалан
Дилек Йоджалан (на кюрдски: Dilek Öcalan) е турски политик от кюрдски етнически произход, член на Демократичната партия на народите.

## Биография
Родена е на 3 октомври 1987 г. в град Шанлъурфа, Турция. Тя е дъщеря на Фатма Йоджалан, племенница на Абдула Йоджалан, лидер на Кюрдската работническа партия (ПКК).
Дилек Йоджалан за пръв път влиза в политиката през 2012 г., година преди да се срещне чичо си на остров Имралъ. По време на третия конгрес на про-кюрдската Партия на мира и демокрацията (ПМД) е избрана за председател на партията, по-късно партията се преименува на Демократическа партия на регионите и се побратимява с Демократичната партия на народите.
На изборите през 2015 г. е избрана за член на парламента от избирателен район Шанлъурфа.